# ペータースアウラハ
ペータースアウラハ (ドイツ語: Petersaurach)は、ドイツ連邦共和国バイエルン州ミッテルフランケンのアンスバッハ郡に属す町村（以下、本項では便宜上「町」と記述する）。1978年の市町村再編により、それまで独立した自治体であったペータースアウラハ、グロースハスラハおよびフェステンベルクから創設された。

## 地理

### 位置
町域内に、レドニッツ川の支流であるアウラハ川の水源がある。ペータースアウラハは、アンスバッハの東約15kmに位置する。

### 自治体の構成
この町は、公式には16の地区 (Ort) からなる。このうち小集落や孤立農場などを除く集落を以下に列記する。
| - アーデルマンスジッツ - アルテンデッテルザウ - グライツェンドルフ - グロースハスラハ - キュルビンゲン - ランゲンハイム | - ランゲンロー - ペータースアウラハ - シュタインバッハ - フェステンベルク - ヴィックレスグロイト - ツィーゲンドルフ |

### 隣接する市町村
| - ノイエンデッテルザウ - リヒテナウ - ザクセン・バイ・アンスバッハ - アンスバッハ | - ヴァイエンツェル - ブルックベルク - ハイルスブロン |

## 行政

### 議会
町議会は、町長を含め21議席。

## 文化と見所

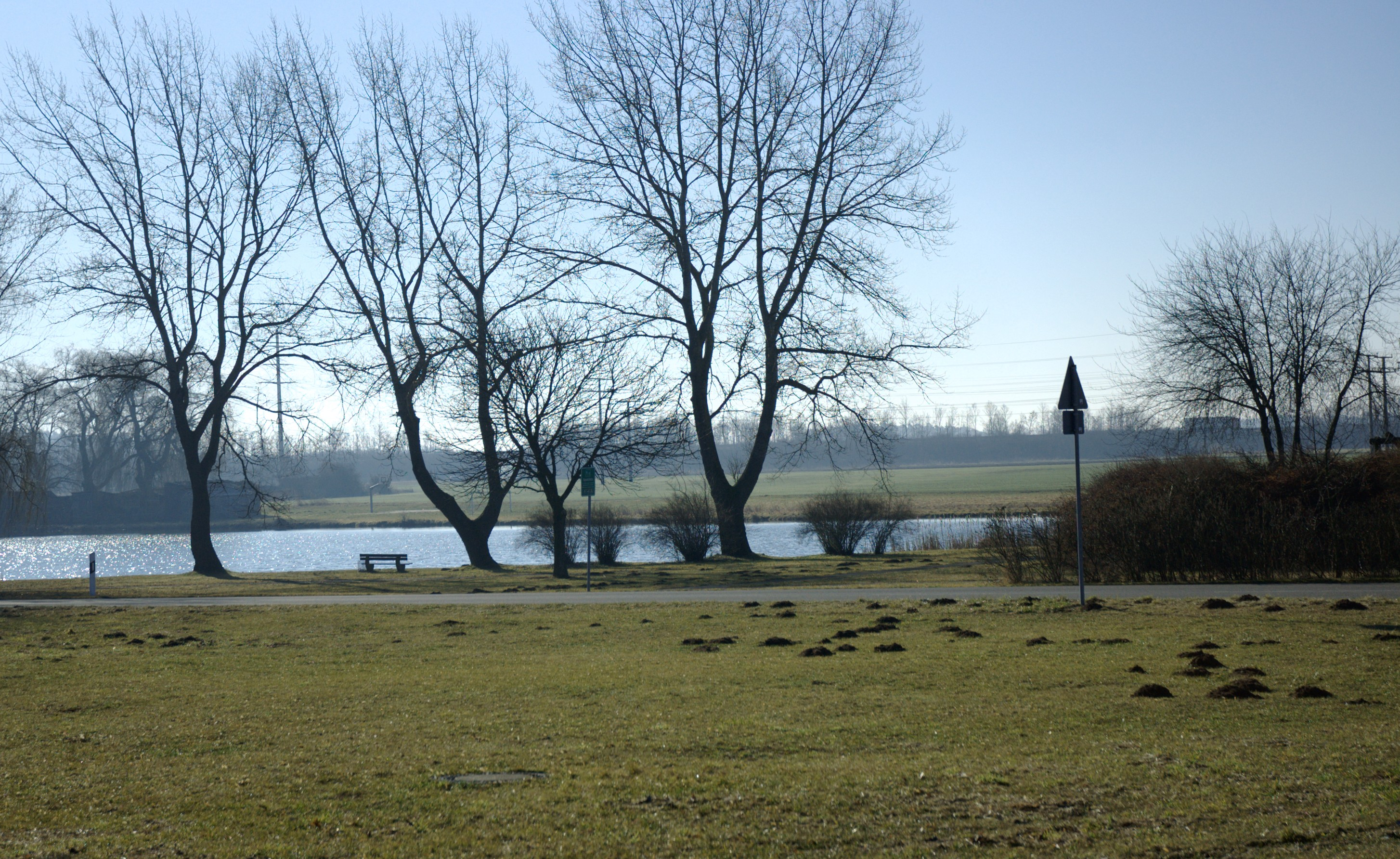
ペータースアウラハのレーシュ池

### 年中行事
- ペータースアウラハの教会祭

## 経済と社会資本

### 交通
この自治体は、連邦アウトバーンA6号線、連邦道B14号線沿いに位置する。また鉄道ニュルンベルク - アンスバッハ線(R7)の沿線でもあり、ヴィックレスグロイトに駅がある。また将来的にはSバーンのペータースアウラハ北駅が建設される計画がある。ヴィックレスグロイト駅からは、鉄道ヴィックレスグロイト - ヴィンツバッハ線 (R71)が分岐する。R71にはペータースアウラハ駅がある。

## 引用
1. ↑  https://www.statistikdaten.bayern.de/genesis/online?operation=result&code=12411-003r&leerzeilen=false&language=de Genesis-Online-Datenbank des Bayerischen Landesamtes für Statistik Tabelle 12411-003r Fortschreibung des Bevölkerungsstandes: Gemeinden, Stichtag (Einwohnerzahlen auf Grundlage des Zensus 2011)
2. ↑  Bayerische Landesbibliothek Online